# Les Peupliers, trois arbres roses, automne
Les Peupliers, trois arbres roses, automne est une peinture de Claude Monet.
Monet paya une certaine somme pour que ces peupliers, qui devaient être abattus puis vendus aux enchères, restent sur place à Limetz jusqu'à ce qu'il ait achevé de les peindre. Ce tableau fait partie de la série Les Peupliers (23 tableaux) qui fait suite à la série Les Meules.